# خانواده ایرباس ای۳۲۰نئو
خانوادهٔ ایرباس ای۳۲۰نئو (به انگلیسی: Airbus A320 neo family) یک خانواده هواپیمای مسافربری باریک‌پیکر دوموتوره با برد پروازی متوسط و توسعه‌یافته بر مبنای خانوادهٔ ایرباس ای۳۲۰ است که در تاریخ یک دسامبر ۲۰۱۰ میلادی توسط شرکت ایرباس اروپا معرفی شد. این هواپیماها یک نمونه با موتور تغییریافته از سری ایرباس ای۳۲۰ هستند و عبارت نئو مخفف انتخاب موتور تازه (به انگلیسی: new engine option) است. دو نوع موتور برای این دسته از هواپیماهای ایرباس شامل سی‌اف‌ام اینترنشنال لیپ (به انگلیسی: CFM International Leap) و پرت اند ویتنی پی‌دابلیو۱۰۰۰ (به انگلیسی: Pratt & Whitney PW1000) درنظر گرفته شده‌است. هم‌اکنون دستهٔ ایرباس پیشین، سئو (به انگلیسی: current engine option)، به‌معنای انتخاب موتور کنونی نامیده می‌شود. هواپیماهای این خانواده شامل انواع ای۳۱۹، ای۳۲۰ و ای۳۲۱ هستند و تاکنون برنامه‌ای از طرف ایرباس برای تولید ای۳۱۸ درنظر گرفته نشده‌است. مونتاژ نهایی این هواپیماهای جدید تا پایان سال ۲۰۱۷ تنها در کارخانه‌های ایرباس مستقر در شهرهای تولوز فرانسه و هامبورگ آلمان صورت می‌گرفت که ممکن است در آینده دیگر واحدهای سرهم‌بندی نهایی ایرباس نیز به تولید آن اقدام کنند. ایرباس دارای دو خط تولید دیگر یکی در شهر تیانجین چین و دیگری در شهر موبیل ایالات متحده است که تنها تعدادی از مدل‌های ای۳۲۰سئو را تولید می‌کنند و هواپیماهای تولیدی در این دو کارخانه عمدتاً به خطوط هوایی همان کشورها وارد می‌شوند.
در دسامبر ۲۰۱۰ ایرباس ورود نسل تازه‌ای از هواپیماهای ای۳۲۰ با اختصار نئو را اعلام کرد. ای۳۲۰نئو موتورهایی با عملکرد بهتر در کنار بهبودهایی در ساختار بدنه و افزودن گونه‌ای بالک‌ تازه با نام شارکلت (به انگلیسی: sharklet) را نوید می‌داد و ادعا می‌شد این هواپیما تا ۱۵ درصد کاهش مصرف سوخت نسبت به نمونهٔ کنونی ۳۲۰ را خواهد داشت. هواپیماهای این خانواده بر حسب مدل توانایی حمل ۱۴۰ تا ۲۴۰ مسافر در بردی بین ۳٫۵۰۰ تا ۷٫۴۰۰ کیلومتر را دارند.
اولین پرواز این هواپیمای جدید در ۲۵ سپتامبر ۲۰۱۴ انجام شد و در تاریخ ۲۵ ژانویه ۲۰۱۶ اولین نمونه از این هواپیماها در پوشش ناوگان لوفت‌هانزا معرفی شدند. تا پایان دسامبر ۲۰۱۷ ایرباس در مجموع ۵۹۹۵ سفارش قطعی از هفتاد خط هوایی برای هواپیماهای این خانواده ثبت کرده‌است که این موضوع یک رکورد تازه در زمینه فروش هواپیماهای تجاری به حساب می‌آید. تا فوریه ۲۰۱۸ ایرباس ۲۶۴ فروند از انواع ای۳۲۰ و ای۳۲۱ نئو را تولید کرده‌است که ۲۶۱ فروند از آن‌ها در خطوط هوایی فعال هستند.
ایران ایر به‌عنوان شرکت هواپیمایی حامل پرچم ایران، در ۲۲ دسامبر ۲۰۱۶ قرارداد قطعی خرید ۱۰۰ فروند هواپیما شامل ۳۲ فروند ای۳۲۰نئو را با ایرباس نهایی کرد. انتظار می‌رفت در صورت واریز پیش پرداخت و انعقاد قرارداد تأمین مالی برای این هواپیماها، تحویل آن‌ها از سال ۲۰۱۹ آغاز شود. اما به‌دلیل خروج ایالات متحده از برجام و بازگشت تحریم‌ها علیه ایران، تنها شمار محدودی از آنان تحویل ایران ایر گردیده‌اند.

## طراحی و توسعه

### تاریخچه
این هواپیماهای جدید بر مبنای مدل قدیمی‌تر ای۳۲۰سئو توسعه یافته‌اند. هنگامی که ایرباس در اواخر دهه ۱۹۶۰ و اوایل دهه ۱۹۷۰ ایرباس ای۳۰۰ را طراحی کرد، خانوادهٔ بزرگی از هواپیماها را برای مقابله با محصولات دو غول هواپیماسازی آن زمان، بوئینگ و داگلاس ایالات متحده در نظر گرفته بود. از آغاز شکل‌گیری این تفکر، ایرباس مطالعات گسترده‌ای بر روی مشتق‌های ایرباس ای۳۰۰بی را برای دستیابی به این هدف آغاز کرد. پیش از آغاز به خدمت اولین جت تجاری ایرباس، مهندسین این شرکت ۱۰ گونهٔ محتمل از ایرباس ای۳۰۰ شامل بی۱ تا بی۱۰ را درنظر گرفته بودند. چندی بعد یکی از همین انواع که بدنهٔ کوچکتر و برد بیشتری داشت، با نام ایرباس ای ۳۱۰ تولید و به بازار عرضه شد. ایرباس پس از آن تلاش‌هایش را بر روی بازار هواپیماهای تک راهرو متمرکز کرد که تحت سلطهٔ بوئینگ ۷۳۷ و مک‌دانل داگلاس دی‌سی-۹ بود.
از بین تعدادی از تولیدکنندگان هواپیمای اروپایی، طرحی جامع برای جانشینی هواپیمای نسبتاً موفق بی‌ای‌سی یک-یازده و همچنین بوئینگ ۷۳۷–۲۰۰ و دی‌سی-۹ فراخوانده شد. شرکت‌های ام‌بی‌بی آلمان (به آلمانی: Messerschmitt-Bölkow-Blohm)، بی‌ای‌سی انگلستان، ساب سوئد و کاسا اسپانیا پروژهٔ هواپیمای اروپایی با ظرفیت ۱۸۰ تا ۲۰۰ صندلی را آغاز کردند.
به دنبال آن یک برنامهٔ تازه با نام ترابری اروپایی مشترک (به انگلیسی: Joint European Transport (JET)) آغاز شد. این برنامهٔ جدید در ژوئن ۱۹۷۷ راه اندازی شد و در محل بریتیش آئرواسپیس (پیش‌تر ویکرز) در ویبریج انگلستان مستقر شد. اگر چه اعضا همه از شرکای ایرباس بودند، اما این پروژه در آغاز به عنوان مشارکتی جدا از ایرباس شناخته می‌شد. پروژهٔ مذکور به عنوان پیشگام ای۳۲۰ در بازار هواپیماهای ۱۳۰ تا ۱۸۰ صندلی با موتور سی‌اف‌ام ۵۶ مورد توجه قرار گرفت. هواپیمای طراحی شده می‌توانست سرعت پیمایشی در حد ۰٫۸۴ ماخ (بیشتر از سرعت بوئینگ ۷۳۷) داشته باشد. کارگروه بر روی سه گونهٔ متفاوت شامل ۱۲۵ تا ۱۸۰ صندلی کار می‌کرد که در آن زمان اس‌ای۱، اس‌ای۲ و اس‌ای۳ نامیده شدند (اس‌ای مخفف تک‌راهرو به انگلیسی است). این گونه‌های تعریف شده سپس با نام‌های ای۳۱۹، ۳۲۰ و ۳۲۱ معرفی شدند و به تولید انبوه رسیدند.

#### تولید و معرفی نخستین

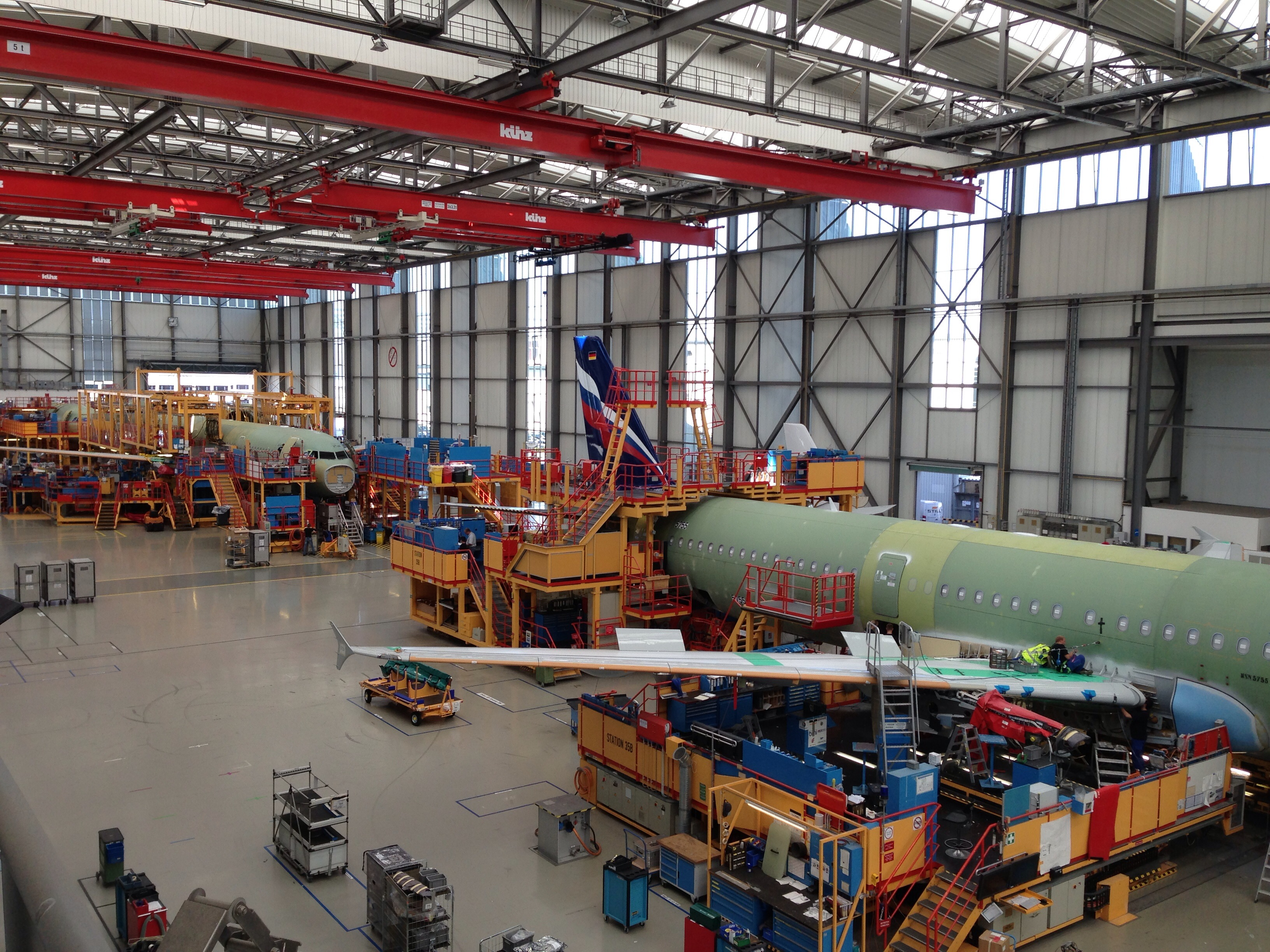
خط تولید ای۳۲۱ در هامبورگ

انگلستان، فرانسه و آلمان غربی خواستار مونتاژ نهایی و انجام وظایف مرتبط با آن تحت عنوان توافق کار مشترک شدند. برنامهٔ تولید در دوم مارس ۱۹۸۴ آغاز شد. در آن زمان ایرباس ۹۶ سفارش برای این هواپیما دریافت کرده بود. اولین مشتری این هواپیما ایر فرانس با سفارش قطعی ۲۵ فروند و حق گزینش ۲۵ فروند دیگر بود که قرارداد آن در نمایشگاه هوافضای پاریس در سال ۱۹۸۱ به امضا رسید. در اکتبر ۱۹۸۳ بریتیش کالدونین هفت سفارش قطعی ثبت کرد که کل سفارش‌ها را به عدد هشتاد رساند. هواپیمایی قبرس اولین شرکتی بود که برای هواپیماهای جدید با موتور وی۲۵۰۰ در نوامبر ۱۹۸۴ قرارداد بست. به دنبال آن پان امریکن نیز شانزده سفارش قطعی با حق گزینش ۳۴ فروند دیگر را در ژانویه ۱۹۸۵ امضا کرد. یکی از بزرگترین قراردادها بین ایرباس و خط هوایی نورت‌وست بود که سفارش خرید ۱۰۰ فروند ای۳۲۰ را در اکتبر ۱۹۸۶ منعقد کرد. در حضور نخست‌وزیر وقت فرانسه، ژاک شیراک و همچنین چارلز شاهزاده ولز و دایانا شاهدخت ولز، اولین ایرباس ای۳۲۰ در ۱۴ فوریه ۱۹۸۷ از خط تولید خارج شد و اولین پرواز خود را در ۲۲ فوریه به مدت ۳ ساعت و ۲۳ دقیقه در تولوز انجام داد. برنامه پروازهای آزمایشی بیش از ۱۲۰۰ ساعت طول کشیدند که ۵۳۰ پرواز را در بر می‌گرفتند. در ۲۶ فوریه ۱۹۸۸ گواهینامه صلاحیت پروازی این هواپیما توسط سازمان هوانوردی اروپا صادر شد. اولین هواپیمای ایرباس ای۳۲۰ در ۲۸ مارس ۱۹۸۸ به ایر فرانس تحویل شد.

اکنون ایرباس دارای چهار خط سرهم‌بندی نهایی در کشورهای فرانسه (تولوز)، آلمان (هامبورگ)، چین (تیانجین) و ایالات متحده (موبیل) است. در خط تولید نهایی تولوز هر دو خانوادهٔ ای ۳۲۰سئو و نئو سرهم‌بندی می‌شوند و این در حالی است که در خط تولید هامبورگ انواع دیگر شامل ای۳۱۸، ای۳۱۹ و ای۳۲۱ تولید می‌شوند. خطوط تولید دیگر ایرباس در در تیانجین چین و موبیل آمریکا همه مدل‌های ایرباس سئو را مونتاژ می‌کنند. ایرباس در سال ۲۰۱۵ به‌طور میانگین ۴۲ فروند هواپیما از هر دو خانوادهٔ ای ۳۲۰ را مونتاژ کرد که پیش‌بینی می‌شد در سال ۲۰۱۷ این نرخ به ۶۰ فروند در ماه افزایش یابد.

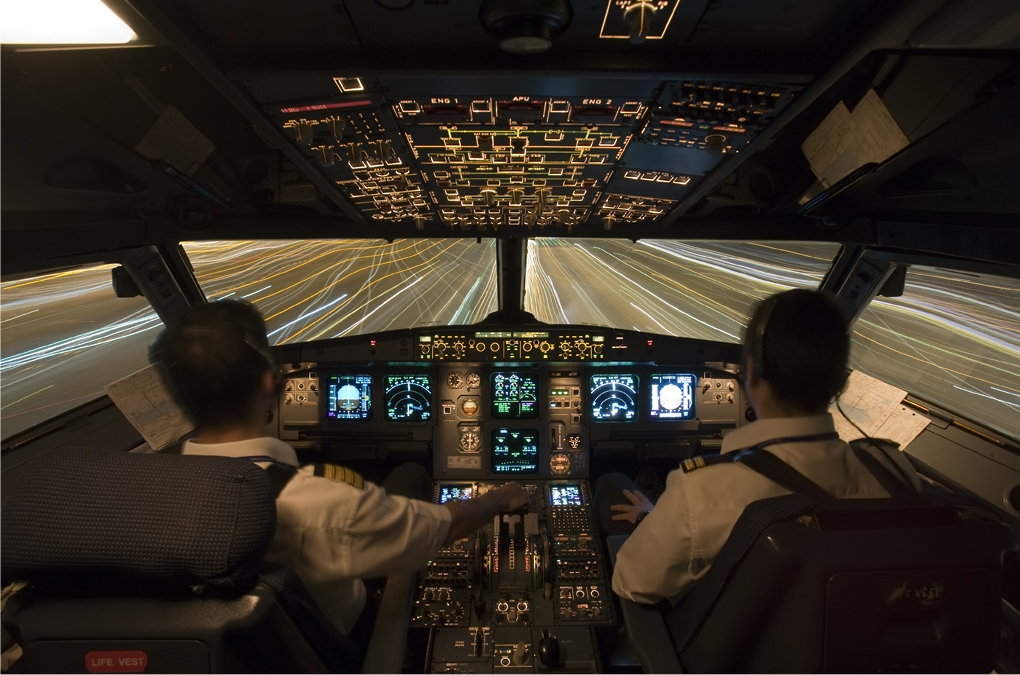
کابین پرواز ای۳۲۰ مجهز به سامانه کنترل با سیم و با نور کم طراحی شده‌است.

### بخشی از ویژگی‌های ای۳۲۰سئو

#### سامانه کنترلپرواز با سیم ایرباس
ایرباس ای۳۲۰ اولین جت تجاری مجهز به سامانه کنترل پرواز با سیم رقومی (به انگلیسی: Digital fly-by-wire flight control system) در دنیا است. در این سامانه فرامین صادر شده توسط خلبان از طریق اهرم کنترل فرامین جانبی، به وسیلهٔ رایانه‌های کنترل پرواز تفسیر شده و به سطوح کنترلی هواپیما انتقال می‌یابند. در هواپیماهای پیشین انتقال فرامین از خلبان به سطوح کنترلی دم و بال‌ها از طریق ابزارهای مکانیکی مانند کابل‌های فولادی انجام می‌گرفت. تیم طراحان ایرباس این سامانه را که اولین بار در سال ۱۹۸۰ بر روی هواپیمای جنگندهٔ داسو میراژ-۲۰۰۰ نصب شده بود، بر روی هواپیمای ای۳۰۰ آزمایش کردند و سپس برگزیدند. این سامانه در تمامی انواع هواپیماهای بعدی ایرباس نیز استفاده شد که در زمان خود یک نوآوری و حرکت رو به جلو محسوب می‌شد. 

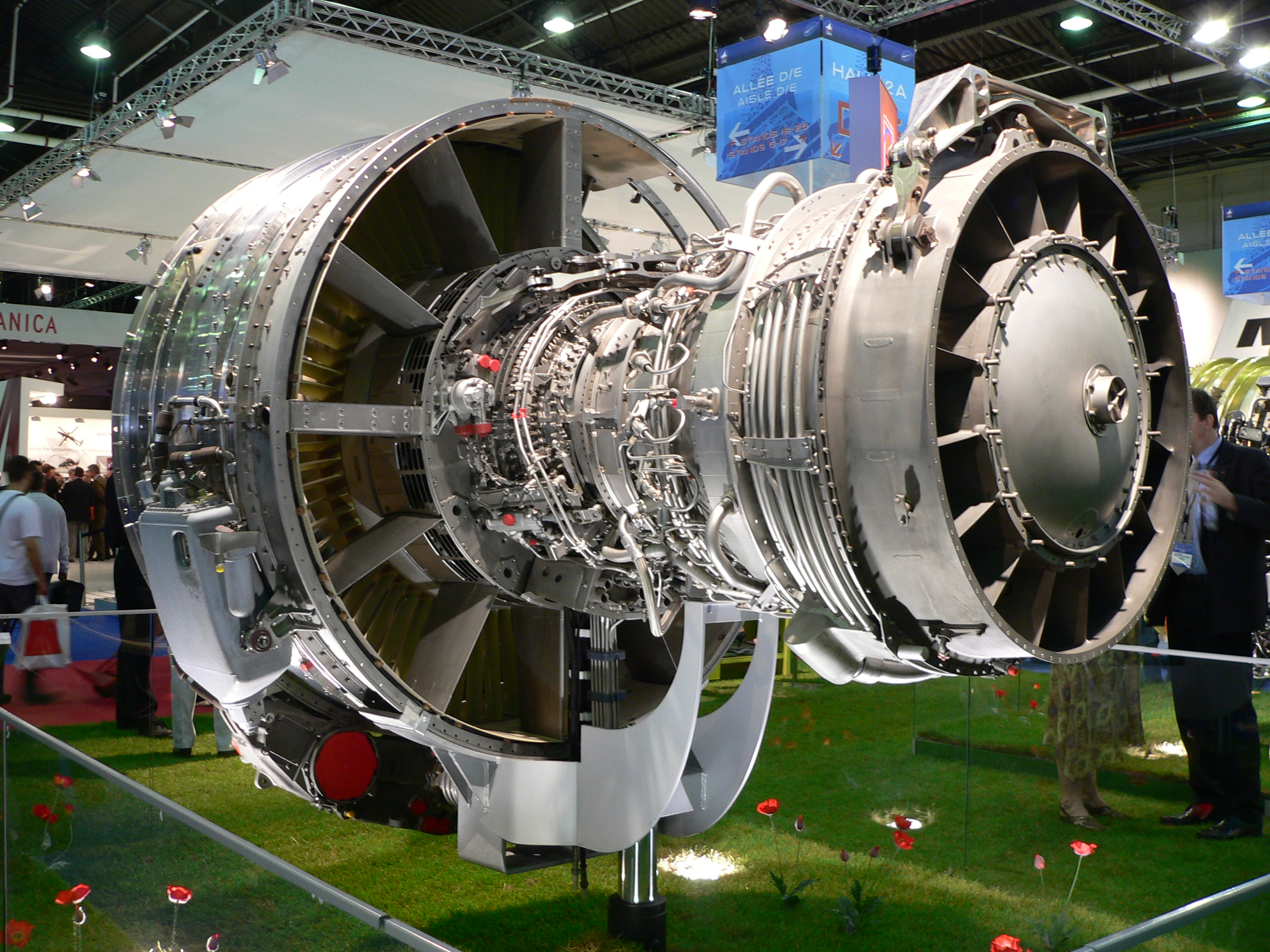
موتور سی‌اف‌ام ۵۶ که در هواپیماهای ایرباس ای۳۲۰سئو به‌کار می‌رود.

#### موتورها
در زمان توسعهٔ ای۳۲۰، ایرباس با حمایت لوفت‌هانزا فناوری پراپ‌فن را درنظر گرفته بود. فناوری پراپ‌فن در حقیقت نصب یک پروانه بزرگ در نزدیکی خروجی موتور بود که سرعت موتور توربوفن با هزینهٔ کمتری مانند موتور توربوپراپ را ارائه می‌کرد اما در نهایت ایرباس فناوری موتور توربوفن را انتخاب کرد.
نیروی لازم برای ای۳۲۰ با دو موتور سی‌اف‌ام ۵۶ با قدرت ۲۵ هزار پوند (۱۱۲٫۵ کیلو نیوتن) تأمین می‌شود. این موتور تا هنگام معرفی موتور آی‌ای‌ایی وی-۲۵۰۰ (به انگلیسی: IAE V-2500) تنها موتور در دسترس بود. موتور دوم توسط آی‌ای‌ئی (به انگلیسی: International Aero Engines IAE) که کنسرسیومی متشکل از رولز رویس، پرت اند ویتنی، شرکت موتورهای هوایی ژاپن، فیات و موتورهای هوایی ام‌تی‌یو است تولید شد. اولین گونه از موتور جدید آی‌ای‌ایی وی-۲۵۰۰ توان ۲۵ هزار پوند نیرو را داشت که نام این موتور نیز از همین ویژگی آن الهام گرفته شد. این موتور نسبت به نمونه سی‌اف‌ام ۵۶ چهار درصد مصرف سوخت کمتری دارد و مصرف سوخت مخصوص آن در حالت کروز ۰٬۵۷۴ پوند بر ساعت است.

### بهبودهای صورت گرفته نسبت به ایرباس ای۳۲۰سئو
در سال ۲۰۰۶ ایرباس برنامهٔ ۳۲۰ بهبودیافته (به انگلیسی: Enhanced A320) را به‌عنوان بخشی از یک برنامه با هدف افزایش ۴ تا ۵ درصدی بهره‌وری با استفاده از بالکهای بزرگتر (۲٪)، آیرودینامیک بهبود یافته (۱٪)، کاهش وزن و کابین نوین شروع کرد.

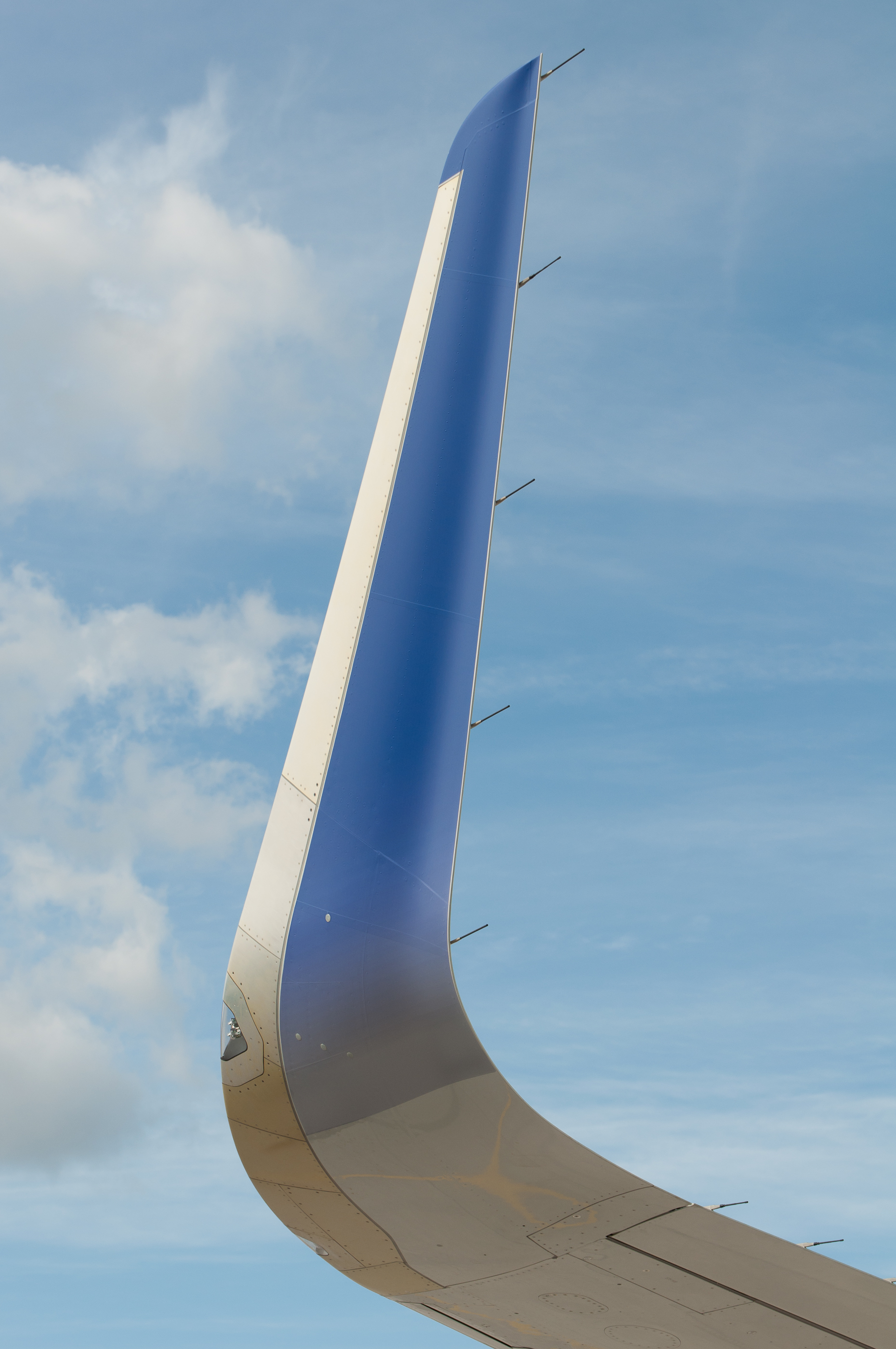
بالک یک فروند ۳۲۰نئو

### شارکلت
ایرباس بالک نوین ترکیبی خود را در نوامبر ۲۰۰۹ در نمایشگاه هوایی دبی معرفی کرد. این بالک با وجود اینکه ۲۰۰ کیلوگرم وزن اضافه به هواپیما تحمیل می‌کند اما در بردی نزدیک به ۲۸۰۰ کیلومتر سبب کاهش ۳٫۵ درصدی مصرف سوخت می‌شود. شارکلت (بالک) سبب افزایش بهره‌وری با کاهش نیروی پسار می‌شود.
اولین هواپیمای ۳۲۰ مجهزشده به بالک جدید در ۲۱ دسامبر ۲۰۱۲ به ایر آسیا تحویل شد که افزایش ۴۵۰ کیلوگرمی بار مجاز قابل حمل یا ۱۹۰ کیلومتری مسافت قابل پیمایش نسبت به نمونهٔ اصلی را به همراه داشت.

### کابین

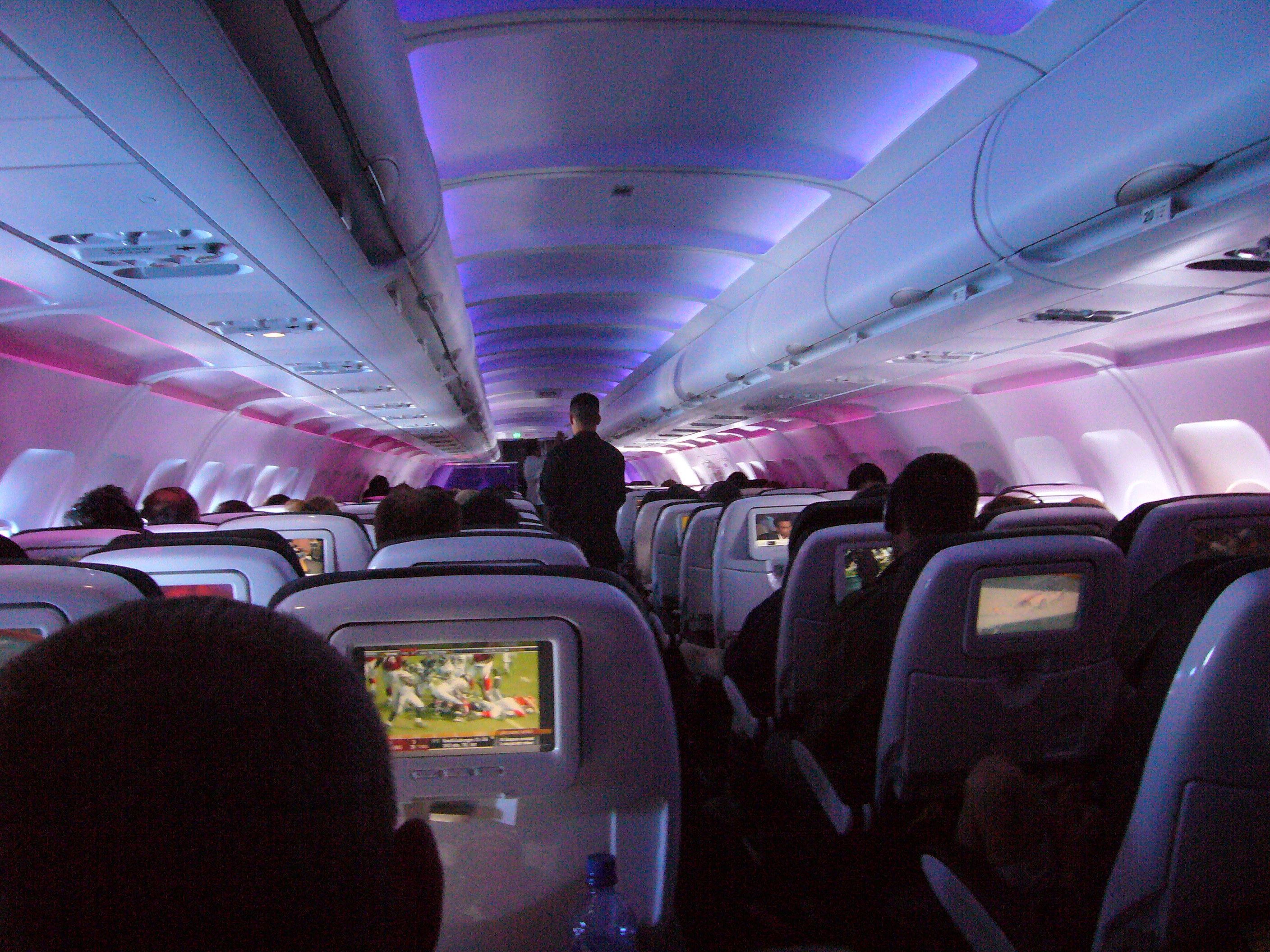
کابین پیشرفته یک فروند ۳۲۰نئو متعلق به ویرجین آمریکا

کابین جدید هواپیما یک ظاهر مدرن‌تر و احساس بهتر از سفر هوایی به مسافرین می‌دهد. یک تصفیه‌کنندهٔ هوای جدید با فیلترها و مبدل کاتالیستی مناسب بوی نامطبوع هوا را قبل از اینکه به کابین وارد شود حذف می‌کند و لامپ‌های دیود نوری جدید (ال‌ای‌دی) برای روشنایی بهتر محیط و خدمت مناسب‌تر به مسافرین استفاده شده‌اند. همچنین فضای بخش بار مسافر بزرگتر شده و خدمه پرواز کابین را با نمایشگر لمسی کنترل می‌کنند.

### گزینه موتور جدید

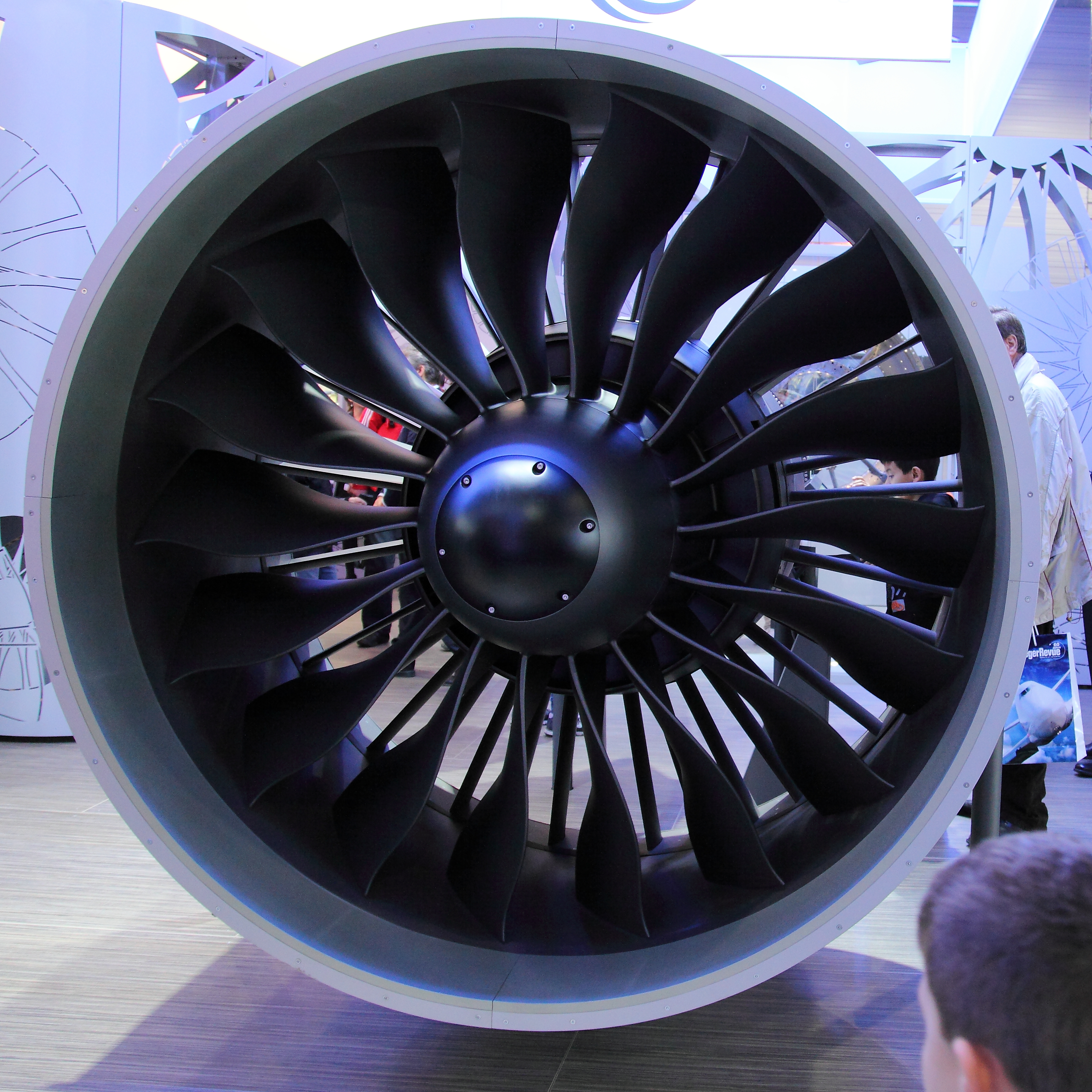
موتور پرت اند ویتنی ۱۱۰۰ طراحی‌شده برای خانواده ایرباس ای۳۲۰نئو

در نمایشگاه هوافضای سنگاپور در فوریه ۲۰۱۰ ایرباس از تصمیمش برای رونمایی از این هواپیما در نمایشگاه هوایی فارن‌بوروی سال ۲۰۱۰ اطلاع‌رسانی کرد. البته تا اوت آن سال هنوز تصمیمی برای انتخاب موتور گرفته نشده بود اما دو موتور شامل سی‌اف‌ام لیپ ۱ و پرت اند ویتنی ۱۰۰۰ گزینه‌های پیش روی طراحان بود. اگرچه موتورهای جدید تا ۱۶ درصد سوخت کمتری مصرف می‌کنند اما کاهش مصرف سوخت واقعی پس از نصب روی ایرباس۳۲۰ در حدود ۱ تا ۲ درصد کمتر خواهد بود. دلیل این امر نصب موتور روی یک هواپیمای موجود است. از طرفی ایرباس اعلام کرد که هزینهٔ تعمیر و نگهداری موتور پرت اند ویتنی جدید در مقایسه با موتورهای کنونی ای۳۲۰ تا ۲۰ درصد کمتر خواهد بود.
در دسامبر ۲۰۱۰ ایرباس نمونه ۳۲۰نئو با ۹۵۰ کیلومتر برد بیشتر (یا افزایش ۲۰۰۰ کیلوگرمی حمل بار) را معرفی کرد و برنامه‌ریزی برای تحویل ۴۰۰۰ هواپیما طی پانزده سال را آغاز نمود. ایرباس اعلام کرد هواپیمای جدید به لطف موتورهای نسل جدید و بالک‌های توسعه یافته تا پانزده درصد سوخت کمتری مصرف می‌کند و این در حالی است که بدنهٔ این هواپیما اشتراک ۹۵ درصدی به نمونهٔ کنونی ۳۲۰ را حفظ کرده‌است.

در مارس ۲۰۱۳ انتخاب خطوط هوایی از بین دو نوع موتور معرفی شده برابر بود. این موضوع به کاهش تأخیر نشأت گرفته از تغییرات بزرگ کمک کرد. اولین ۳۲۰نئو در ۱ ژوئیه ۲۰۱۴ از خط تولید کارخانه تولوز خارج شد و برنامه پرواز آن برای سپتامبر ۲۰۱۴ تنظیم شد.

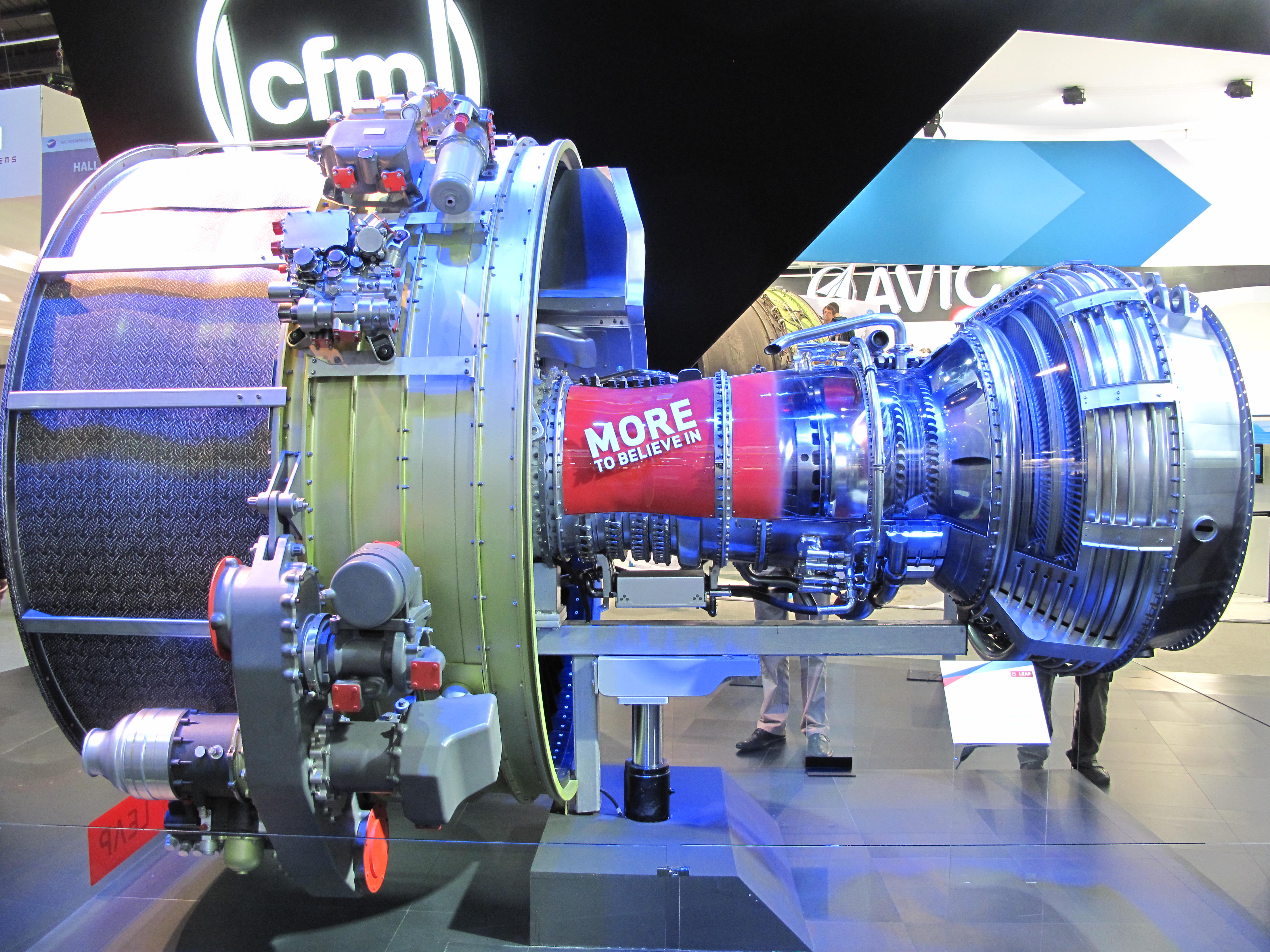
نمای جانبی موتور لیپ ۱ سی‌اف‌ام اینترنشنال

#### موتور نوین سی‌اف‌ام اینترنشنال لیپ
موتور سی‌اف‌ام اینترنشال لیپ یک موتور جت توربوفن است که توسط شرکت سی‌اف‌ام اینترنشنال با مشارکت ۵۰ درصدی شرکت جنرال الکتریک آمریکا و اسنکما فرانسه تولید شده‌است. این موتور در حقیقت نمونهٔ مدرن شدهٔ موتور موفق سی‌اف‌ام ۵۶ است که در رقابت با موتور مشابه شرکت پرت اند ویتنی به نام پی‌دبلیو ۱۰۰۰ برای بازار هواپیماهای تک‌راهرو تولید شده‌است. شرکت سی‌اف‌ام درنظر دارد موتور سی‌اف‌ام ۵۶ را به‌طور کلی با موتور جدید لیپ جایگزین کند. این موتور اکنون بر روی هواپیماهای ایرباس ای۳۲۰نئو و بوئینگ ۷۳۷ مکس نصب شده‌است و در برنامه تولید هواپیمای کوماک سی۹۱۹ نیز مد نظر است. موتور جدید لیپ در سه مدل شامل ۱ای، ۱بی و ۱سی تولید شده‌است که به ترتیب برای هواپیماهای ایرباس ای۳۲۰نئو، بوئینگ ۷۳۷ مکس و کوماک سی۹۱۹ در نظر گرفته شده‌است.
ویژگی‌های مدل ۱ای این موتور جدید که بر روی هواپیماهای خانوادهٔ ایرباس ای۳۲۰نئو نصب می‌شود به شرح زیر است:
| مدل                 | لیپ - ۱ ای                                       |
| ------------------- | ------------------------------------------------ |
| پیکربندی            | موتور توربوفن با شفت دوقلو                       |
| کمپرسور             | ۱ فن، ۳-مرحله کم فشار، ۲۲:۱ ۱۰-مرحله پر فشار     |
| احتراق              | نسل دوم سامانه دوقلو (TAPS II)                   |
| توربین              | ۲-مرحله پر فشار، ۷-مرحله کم فشار (-۱بی: ۵-مرحله) |
| نسبت فشار کلی       | ۴۰:۱                                             |
| قطر فن              | ۱۹۸ سانتی‌متر                                     |
| نسبت هوای کنارگذر   | ۱۱:۱                                             |
| طول                 | ۳٫۳۲۸ متر                                        |
| حداکثر پهنا         | ۲٫۵۴۳ متر                                        |
| حداکثر ارتفاع       | ۲٫۳۶۲ متر                                        |
| وزن                 | ۲٫۹۹۰–۳٫۱۵۳ کیلوگرم (تر)                         |
| نیروی تیک آف        | ۱۰۶٫۸۰ تا ۱۴۳٫۰۵ کیلونیوتن بر حسب مدل هواپیما    |
| حداکثر نیروی پیوسته | ۱۰۴٫۵۸ تا ۱۴۰٫۹۶ کیلونیوتن بر حسب مدل هواپیما    |
| حداکثر دور          | کم فشار: ۳۸۹۴, پر فشار: ۱۹۳۹۱                    |

### آزمون‌های پروازی
اولین پرواز این هواپیما در ۲۵ سپتامبر ۲۰۱۴ انجام شد. موتور پرت اند ویتی نیز در ۱۹ دسامبر ۲۰۱۴ مورد تأیید اداره هوانوردی فدرال قرار گرفت. پس از ۳۶ ماه، ۴۰۰۰ ساعت پرواز شامل ۲۲۵۰ ساعت پرواز با موتور پی‌دبلیو و ۱۷۷۰ ساعت با موتور لیپ انجام شد برنامه آزمون پرواز در سال ۲۰۱۸ با اتمام آزمایش ای۳۱۹نئو پایان خواهد یافت. این برنامه ۷۵ درصد از آنچه که در طراحی جدید انجام می‌شود را شامل خواهد شد. هواپیمای نئو ۱٫۸ تن از سئو سنگین‌تر است اما عملکرد تیک آف و فرود آن همانند سئو می‌باشد که این امر با بهبود برخی از بخش‌های بدنه از جمله زاویهٔ برآفزاهای بال (فلپ و اسلت) حاصل شده‌است.

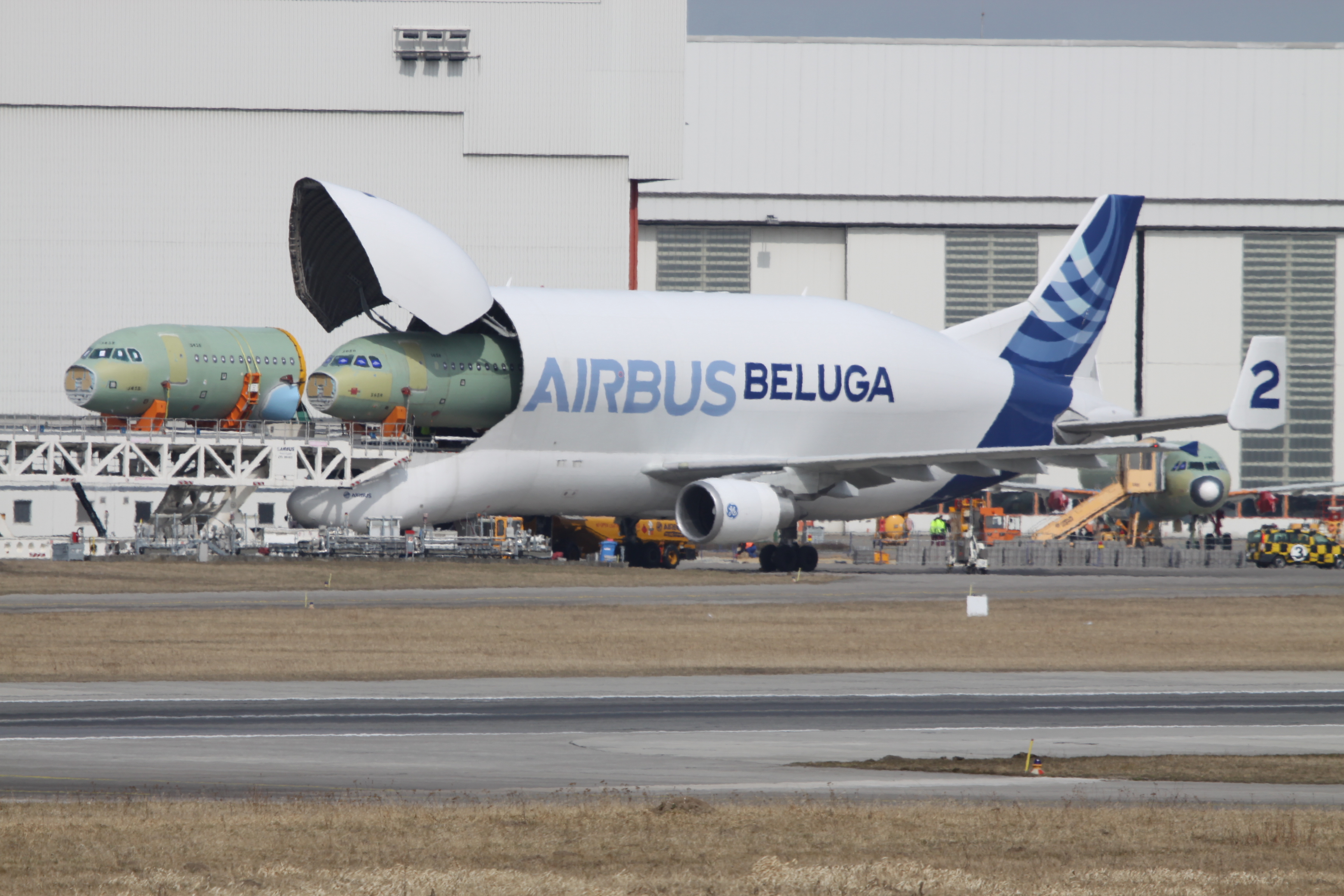
ایرباس برای حمل قطعات بزرگ به محل مونتاژ در تولوز و دیگر کارخانه‌ها از هواپیمای بلوگا استفاده می‌کند.

### تولید
در هنگام معرفی این هواپیما در سال ۲۰۱۰ ایرباس پیش‌بینی بازار ۴۰۰۰ فروندی از آن در مدت ۱۵ سال را ارائه نمود و هزینهٔ توسعهٔ این هواپیما را ۱٫۳ میلیارد دلار برآورد کرد. قیمت اعلامی اولیهٔ نمونهٔ نئو در مقایسه با سئو ۶ میلیون دلار بیشتر بود که ۳٫۵ میلیون دلار آن به دلیل بهینه‌سازی بدنه و در حدود ۰٫۹ میلیون دلار آن برای بالک‌ها است. در سال ۲۰۱۸ قیمت مدل‌های ای۳۱۹، ای۳۲۰ و ای۳۲۱نئو به ترتیب ۱۰۱٫۵، ۱۱۰٫۶ و ۱۲۹٫۵ میلیون دلار هستند.
برنامهٔ اولیه ورود به خدمت نمونهٔ ۳۲۰ در بهار ۲۰۱۶ و نمونه‌های ۳۲۱ و ۳۱۹ به فاصلهٔ شش ماه پس از آن برنامه‌ریزی شده بود. مدل‌های ۳۲۰ و ۳۲۱ نئو بیش از ۴۰۰۰ ساعت پرواز آزمایشی برای کسب گواهینامه‌های مرتبط را پشت سر گذاشته‌اند که این مقدار سه چهارم مدت زمان لازم برای کسب گواهینامهٔ صلاحیت پروازی یک طراحی جدید است. تحویل اولین هواپیما به اوایل سال ۲۰۱۶ موکول شد. لوفت‌هانزا اولین هواپیمای ۳۲۰نئو را در ۲۰ ژانویه ۲۰۱۶ تحویل گرفت. تحویل ۲۰۰ فروند از این هواپیما برای سال ۲۰۱۷ برنامه‌ریزی شده بود که به دلیل تأخیر در تحویل موتور از طرف پرت اند ویتنی، ۳۰ هواپیما منتظر دریافت موتور باقی ماندند. چهارمین و آخرین خط تولید مدل ۳۲۰ در هامبورگ راه اندازی شد که برنامهٔ تولید ماهیانه ۶۰ فروند در سال ۲۰۱۹ را دارد.

## انواع

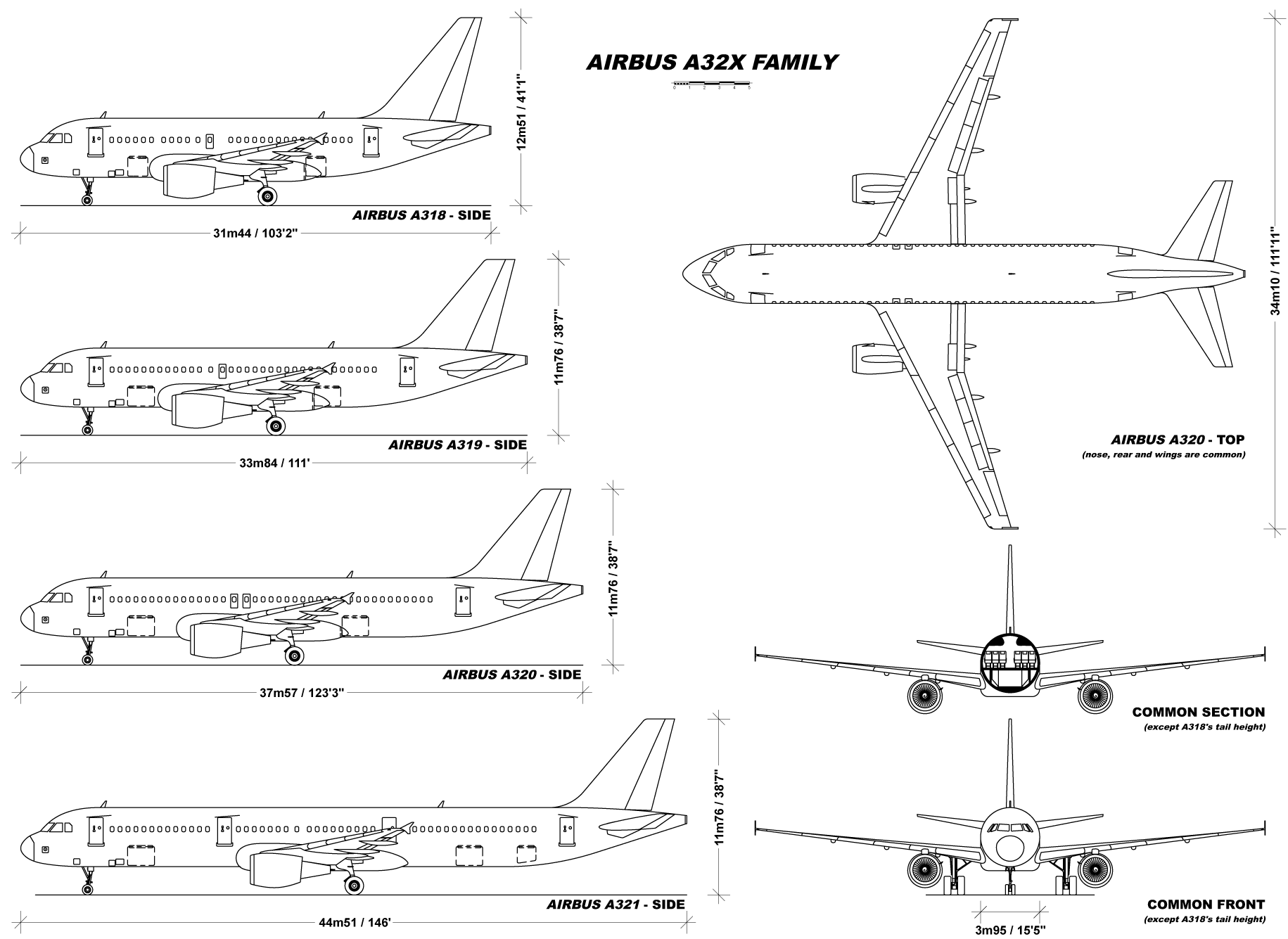
تصویر شماتیک خانواده ایرباس ای۳۲۰

هواپیمای ای۳۲۰ پایهٔ ایجاد دیگر هواپیماهای این خانواده با ساختار مشترک است. طراحی این هواپیما به گونه‌ای انجام شد که هواپیماهای موجود در خانواده بتوانند با طیف وسیعی از هواپیماهای مشابه مانند بوئینگ ۷۳۷، ۷۵۷، ۷۱۷ و همچنین موارد جدیدتر مانند کوماک سی۹۱۹ رقابت کنند. از آنجایی که همهٔ هواپیماهای موجود در خانوادهٔ ای۳۲۰ از کابین خلبان یکسانی بهره می‌برند، از صلاحیت‌های پروازی خلبان مشابهی نیز برخوردار هستند. ایرباس سه گونه از خانواده ۳۲۰نئو شامل ۳۱۹، ۳۲۰ و ۳۲۱ را معرفی کرده‌است. برنامهٔ نئو برای ۳۱۸ اجرا نشده اما در صورت نیاز قابل پیگیری است.

### ای۳۱۹نئو
این هواپیما نمونهٔ کوتاه شدهٔ ای۳۲۰ است که ۳٫۷ متر از آن کوتاه‌تر بوده و توانایی حمل ۱۴۰ مسافر در دو کلاس پروازی و تا ۱۶۰ نفر در یک کلاس پروازی را دارد. برد معمول این هواپیما نزدیک به ۷۰۰۰ کیلومتر است. شرکت هواپیمایی قطر به عنوان خط هوایی آغازگر تحویل این مدل انتخاب شده بود که در انتهای سال ۲۰۱۳ سفارش خود را به نوع ۳۲۰ تغییر داد. تاکنون هیچ شرکتی به عنوان خط هوایی آغازگر تحویل این نوع انتخاب نشده‌است. این هواپیما اولین پرواز خود را در مارس ۲۰۱۷ با موتورهای سی‌اف‌ام لیپ انجام داد اما انتخاب موتور پرت اند ویتنی نیز ممکن است.

### ای۳۲۰نئو

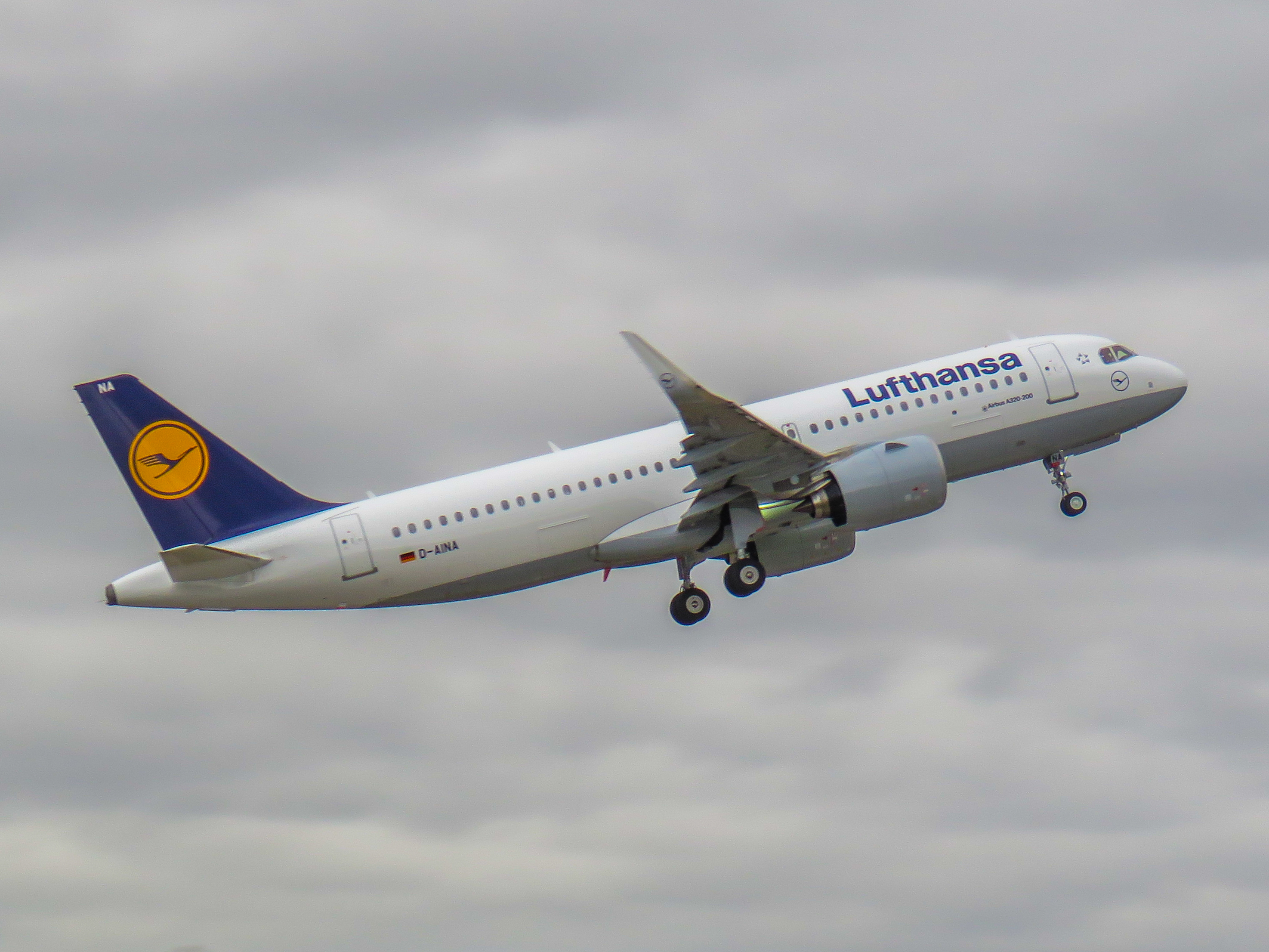
ای۳۲۰نئو متعلق به لوفت‌هانزا

لوفت‌هانزا خط هوایی آغازگر این هواپیما است. اولین ایرباس ۳۲۰نئو در ۱ ژوئیه ۲۰۱۴ از خط تولید کارخانه تولوز خارج شد. اولین پرواز این هواپیما در سپتامبر ۲۰۱۴ انجام شد و در ۲۴ نوامبر ۲۰۱۵ گواهینامهٔ مشترک آن از آژانس ایمنی هوایی اروپا و اداره هوانوردی فدرال نیز صادر شد.
نزدیک به ۲۸ سال پس از اولین ای۳۲۰، در ۲۵ ژانویه ۲۰۱۶ ای۳۲۰نئو به خدمت لوفت‌هانزا به عنوان مشتری آغازین درآمد. شش ماه بعد در نمایشگاه هوایی فارن‌بورو، جان لی‌های، مدیر عملیات ایرباس اعلام کرد که هشت هواپیمای جدید در خدمت تا ۹۹٫۷ درصد قابلیت اطمینان رسمی را کسب کرده‌اند. یک سال پس از آغاز به کار، لوفت‌هانزا تأیید کرد که استفاده از این هواپیمای جدید در مسیرهای پروازی سبب افزایش ۲۰ درصدی بهره‌وری به ازای هر مسافر به همراه کاهش آلودگی صوتی و تولید کمتر دی‌اکسید کربن شده‌است.
تا پایان فوریه ۲۰۱۷، ۲۸۱۰۵ پرواز برنامه‌ریزی شده توسط ۷۱ فروند ایرباس ای ۳۲۰نئو انجام شد که تنها ۱۳۴ سورتی پرواز باطل شده و نرخ ۹۹٫۵ درصدی از تکمیل پروازها را ثبت کرد. شرکت اسپریت ایر در ۴ فروند از ۵ فروند هواپیمای جدید خود با مشکل در موتور پرت اند ویتنی آن‌ها روبرو شد که این اتفاق باعث شد شرکت مذکور سقف ارتفاع پروازی هواپیماهای جدید خود را ۳۰ هزار پا تعیین کند. شرکت ایندی‌گو نیز مشکل مشابهی را گزارش کرد که ظاهراً مرتبط با عملکرد موتور در دمای پائین است. تا مارس ۲۰۱۷، ۸۸ فروند ای۳۲۰نئو به بیست خط هوایی تحویل شد که ۴۹ فروند به موتور پرت اند ویتنی و ۳۹ فروند به موتور سی اف ام مجهز بوده‌اند. این هواپیماها در مجموع ۵۷۶۰۰ ساعت پرواز طی ۳۷۵۰۰ چرخهٔ پروازی به ثبت رساندند (۱٫۵ ساعت به‌طور میانگین). این پروازها در ۱۴۲ مسیر با میانگین فاصلهٔ ۹۰۰ ناتیکال مایل انجام شدند و هواپیماهای جدید به‌طور میانگین ۸٫۴ ساعت در روز و تا ۱۰ پرواز در هر روز کاری انجام دادند. کاربران کاهش ۱۵ درصدی مصرف سوخت به ازای هر صندلی را حتی در مسیرهای کوتاه با اضافه وزن هواپیما تأیید کرده‌اند که این رقم می‌تواند در مسیرهای بلندتر تا ۱۷ درصد نیز افزایش یابد.

### ای۳۲۱نئو

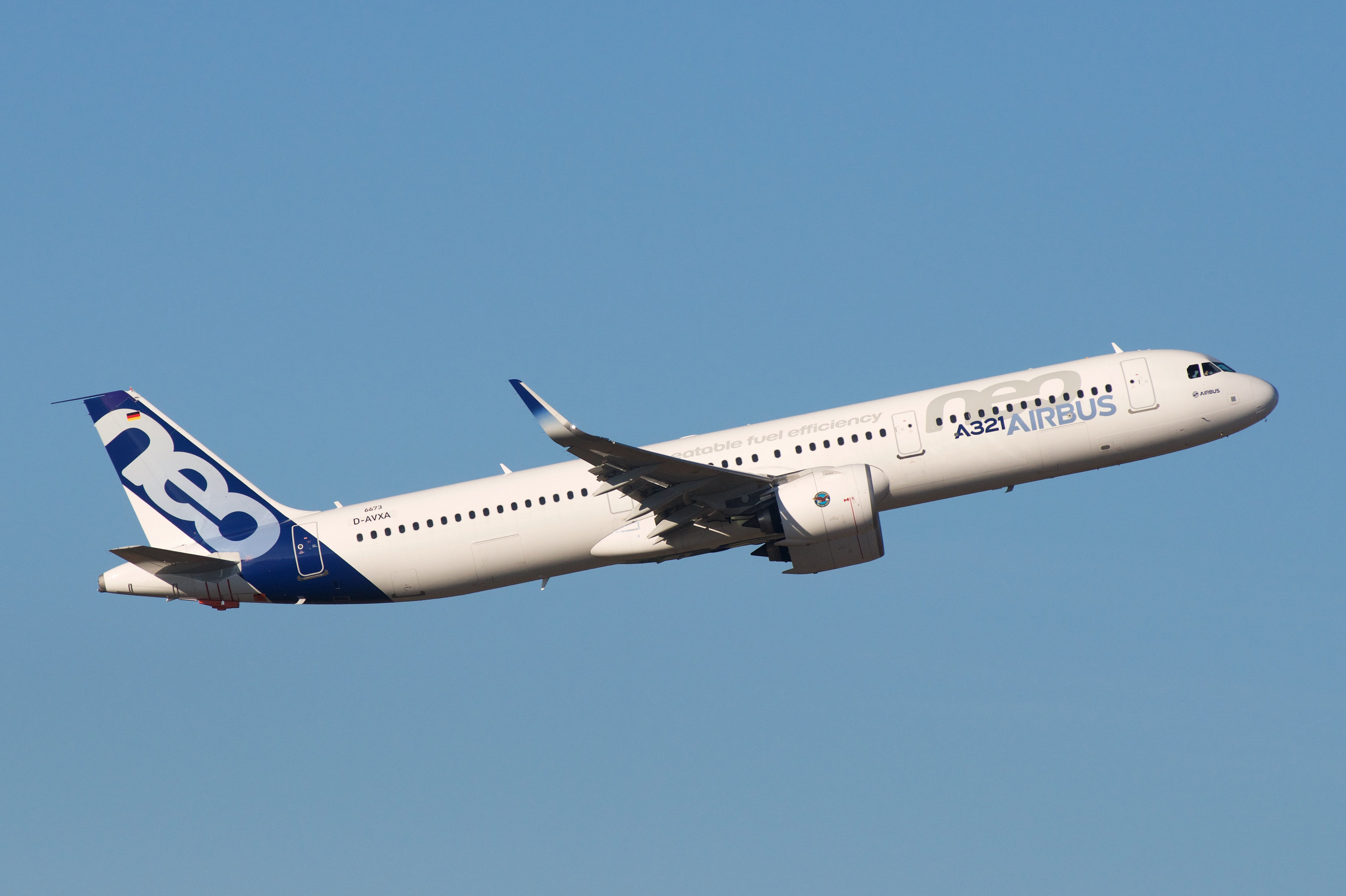
پیش نمونهٔ ایرباس ای۳۲۱نئو

این‌گونه با بدنهٔ کشیده‌تر دارای ساختار تقویت شده در ارابهٔ فرود، بال و چند تغییر جزئی دیگر برای افزایش بیشنه وزن برخاست است.
اولین مشتری این‌گونه شرکت آی‌ال‌اف‌سی است. پیش نمونهٔ ایرباس۳۲۱نئو با کد D-AVXB، در ۹ فوریه ۲۰۱۶ اولین پرواز خود را انجام داد. سه روز پس از اولین پرواز این هواپیما با اشکال در دم مواجه شد و برای تعمیرات به تولوز بازگشت. این عامل سبب به تأخیر افتادن چند هفته‌ای برنامهٔ دریافت گواهینامه‌های لازم شد.
در ۱۵ دسامبر ۲۰۱۶ ای۳۲۱نئو موفق به کسب اولین گواهینامهٔ نوع با موتور پرت اند ویتنی شد و در ادامه در مارس ۲۰۱۷ گواهینامه‌های لازم برای موتور سی‌اف‌ام را نیز کسب کرد. اولین ایرباس ۳۲۱ جدید که توسط جی‌کس تأمین مالی شده بود در هامبورگ به مشتری آن، ویرجین آمریکا تحویل شد. این هواپیما با پیکربندی ۱۸۴ صندلی و موتورهای لیپ در می ۲۰۱۷ وارد خدمت شد. پنج هواپیمای مشابه دیگر در سال ۲۰۱۷ و پنج فروند برای تحویل در سال ۲۰۱۸ به این خط هوایی برنامه‌ریزی شده‌اند.
وزن خالی نئو ۱٫۸ تن از سئو به دلیل موتورهای جدید، بهبودهای بدنه، نگهدارنده‌های موتور، ساختار بال و بهبودهای دیگر بیشتر است. اما با یک‌وزن برخاست برابر، نئو ۳۰ ناتیکال مایل و ۴ دقیقه زودتر به ارتفاع ۳۱ هزار پایی می‌رسد.
در ارتفاع ۳۳۰۰۰ پایی، دمای ۲- درجه سانتی‌گراد با وزن ۶۷ تن و سرعت ۰٫۷۶ ماخ (۸۰۶ کیلومتر بر ساعت) این هواپیما ۲۲۰۰ کیلوگرم بر ساعت سوخت مصرف می‌کند. میزان مصرف سوخت با همین شرایط ولی در سرعت ۰٫۸۰ ماخ (۸۴۸ کیلومتر بر ساعت) به مقدار۲۴۴۰ کیلوگرم بر ساعت افزایش می‌یابد.
در ژانویه ۲۰۱۸ ایرباس برای نمونه ای۳۲۱نئو ۱۹۲۰ سفارش دریافت کرده بود که با این تعداد سفارش از نمونهٔ سئو پیشی گرفت. ۳۲ درصد از کل سفارش‌های خانواده نئو به این هواپیما اختصاص یافته‌است که در مقایسه با ای۳۲۱سئو این رقم ۱۰ درصد بیشتر است.

### ای۳۲۱ اِل‌آر
در اکتبر ۲۰۱۴ ایرباس بازاریابی برای یک هواپیمای جدید با ۱۶۴ صندلی، حداکثر وزن برخاست ۹۷ تن و سه مخزن سوخت اضافی که ای۳۲۱ال‌آر (به انگلیسی: Long range) نامیده می‌شد را آغاز کرد. برد عملیاتی این‌گونه از هواپیمای ای۳۲۱نئو ۱۰۰ ناتیکال مایل از بوئینگ ۷۵۷ سری ۲۰۰ با ۱۶۹ صندلی بیشتر بوده و هزینهٔ سفر با آن ۲۷ درصد کمتر می‌شود. برنامه‌ریزی برای ورود به خدمت این هواپیما در نیمه دوم ۲۰۱۸ و دو سال پس از ورود ای۳۲۱نئو صورت گرفته‌است. برد معمول این هواپیما ۷۴۰۰ کیلومتر است که تقریباً ۱۰۰۰ کیلومتر از نسخهٔ معمول ای۳۲۱نئو بیشتر است. همچنین این هواپیما در حالت برد حداکثری با تعداد کمینهٔ مسافرین ۹۳۰۰ کیلومتر برد دارد. در ۳۱ ژانویه ۲۰۱۸ این هواپیما اولین پرواز خود را انجام داد.

## سفارش‌ها و تحویل
خانوادهٔ ایرباس ای۳۲۰نئو پس از رونمایی در دسامبر ۲۰۱۰ در مدتی کمتر از ۲ سال بیش از ۲۰۰۰ سفارش دریافت کرد که تبدیل به سریعترین رکورد فروش هواپیمای تجاری در تاریخ شد. تا می ۲۰۱۷ تعداد سفارش‌ها به ۵۰۵۲ فروند شامل ۴۹ فروند ۳۱۹، ۳۶۱۷ فروند ۳۲۰ و ۱۳۸۶ فروند ۳۲۱ رسیدند. در این بین ۳۴ درصد از موتورهای انتخابی سی‌اف‌ام، ۲۸ درصد پرت اند ویتنی و ۳۸ درصد نامشخص بودند.

### دیدگاه لوفت‌هانزا: کم صداتر و کارآمدتر
در ژانویه ۲۰۱۶ لوفت‌هانزا اولین ایرباس ای۳۲۰نئو را تحویل گرفت. استقرار ایرباس۳۲۰نئو گام دیگری برای لوفت‌هانزا در جهت حرکت به سمت ناوگان سه لیتر (به ازای هر مسافر و ۱۰۰ کیلومتر) و همچنین کاهش قابل توجه صدای مزاحم بود.

کارستن اشپور مدیرعامل لوفت‌هانزا پس از تحویل اولین هواپیما گفت:
امروز ما دوباره ثابت می‌کنیم که به عنوان یک گروه هوایی و خطوط هواپیمایی پیشگام توسعه و معرفی نوآوری‌های تکنولوژیکی هستیم.
بر طبق اعلام این شرکت هوایی هواپیمای ایرباس جدید ۱۵ درصد مصرف سوخت کمتری در مقایسه با نمونه پیشین دارد. همچنین این هواپیما ۲۹٫۸ دسی‌بل صدای کمتری از حد قابل پذیرش ایکائو تولید می‌کند که این مهم به لطف موتورها و بهینه‌سازی صورت گرفته بر روی این هواپیما حاصل شده‌است. همان‌طور که در نمودار مقایسه‌ای تهیه شده توسط این شرکت قابل مشاهده است، ایرباس ای۳۲۰نئو در مقایسه با نمونهٔ سئو کاهش ۵۰ درصدی تولید نویز در هنگام پریدن را نشان می‌دهد و این در حالی است که وزن هنگام برخاست هر دو هواپیما یکسان در نظر گرفته شده‌است.

### سفارش ایران‌ایر
ایران ایر در ۲۲ دسامبر ۲۰۱۶ قرارداد قطعی خرید ۱۰۰ فروند هواپیما شامل ۳۲ فروند ای۳۲۰نئو را با ایرباس نهایی کرد اما پس از تحویل سه فروند هواپیمای انبار شده مربوط به خط هوایی آویانکای برزیل (شامل دو فروند ای ۲۰۰–۳۳۰ و یک فروند ای ۳۲۱ سئو)، هواپیمای ایرباس دیگری به ایران ایر تحویل نشدند. برخی از مهم‌ترین دلایل عدم تحویل ایرباس‌های جدید به ایران‌ایر (پس از سه فروند اولیه) شامل عدم واریز پیش پرداخت و مشخص نشدن تأمین مالی یا فاینانس هواپیماهای تحویلی بودند. سه فروند هواپیمای ایرباس تحویلی نیز به صورت نقد خریداری شدند و منابع آن از صندوق توسعه ملی تأمین شد. اما برای خرید هواپیماهای جدید، ایران ایر، چاره‌ای جز معرفی یک تأمین‌کنندهٔ مالی ندارد که بنا بر اخبار رسمی تاکنون قراردادی بین این شرکت با بانک یا مؤسسه خارجی تأمین مالی هواپیما به امضاء نرسیده‌است. در مدتی که از انعقاد قرارداد نهایی بین دو شرکت می‌گذرد نیز از قول مسئولین وزارت راه و شرکت ایران ایر گفته‌های بسیاری در خصوص تأمین مالی این قرارداد و زمان تحویل هواپیماهای جدید انتشار یافتند اما با گذشت زمان هنوز نتیجه‌ای حاصل نشده‌است. از این رو عدم انتقال پیش پرداخت و عقد قرارداد با تأمین‌کنندهٔ مالی سبب به تأخیر افتادن برنامه تولید و تحویل هواپیماهای درخواستی ایران‌ایر شده‌است. البته قرارداد ایران‌ایر و ایرباس کماکان به قوت خود باقی‌ست و تنها در صورت برهم خوردن برجام این قرارداد نیز به احتمال فراوان متأثر خواهد شد.
جدول سفارش و تحویل هواپیماهای این خانواده تا پایان سال ۲۰۱۷ میلادی به شرح زیر است:
|       |            | ۲۰۱۰ | ۲۰۱۱ | ۲۰۱۲ | ۲۰۱۳ | ۲۰۱۴ | ۲۰۱۵ | ۲۰۱۶ | ۲۰۱۷  | مجموع |
| سفارش | ای ۳۱۹ نئو | –    | ۲۶   | ۱۹   | –    | ۲    | ۳    | ۵    | (-۲۲) | ۳۳    |
| سفارش | ای ۳۲۰ نئو | ۳۰   | ۱۰۸۱ | ۳۷۸  | ۳۸۷  | ۸۲۴  | ۵۸۳  | ۳۴۳  | ۵۰۷   | ۴۰۴۲  |
| سفارش | ای ۳۲۱ نئو | –    | ۱۱۹  | ۸۱   | ۳۴۱  | ۱۸۳  | ۳۰۱  | ۳۶۳  | ۴۱۸   | ۱۹۲۰  |
| سفارش | مجموع      | ۳۰   | ۱۲۲۶ | ۴۷۸  | ۷۲۸  | ۱۰۰۹ | ۸۸۷  | ۷۱۱  | ۹۲۵   | ۵۹۹۵  |
| تحویل | ای ۳۱۹ نئو | –    | –    | –    | –    | –    | –    | –    | –     | –     |
| تحویل | ای ۳۲۰ نئو | –    | –    | –    | –    | –    | –    | ۶۸   | ۱۶۱   | ۲۲۹   |
| تحویل | ای ۳۲۱ نئو | –    | –    | –    | –    | –    | –    | –    | ۲۰    | ۲۰    |
| تحویل | مجموع      | –    | –    | –    | –    | –    | –    | ۶۸   | ۱۸۱   | ۲۴۹   |

نمودار تجمعی سفارش و تحویل خانواده ایرباس ۳۲۰ نئو (تا پایان دسامبر ۲۰۱۷)
 سفارش
 تحویل

## کاربران
تا ۲۶ ژانویه ۲۰۱۸، از مجموع ۲۵۳ فروند هواپیمای خانواده ایرباس۳۲۰نئو تولید شده، ۲۴۶ فروند آن در ۳۵ خط هوایی مشغول به کار بوده‌اند. همچنین ایندی‌گو با ناوگانی متشکل از ۳۲ فروند از این هواپیماها بزرگترین کاربر آن است. فهرست کاربران این خانواده بر اساس حرف الفبا تا تاریخ ۲۶ ژانویه ۲۰۱۸ به شرح زیر است:

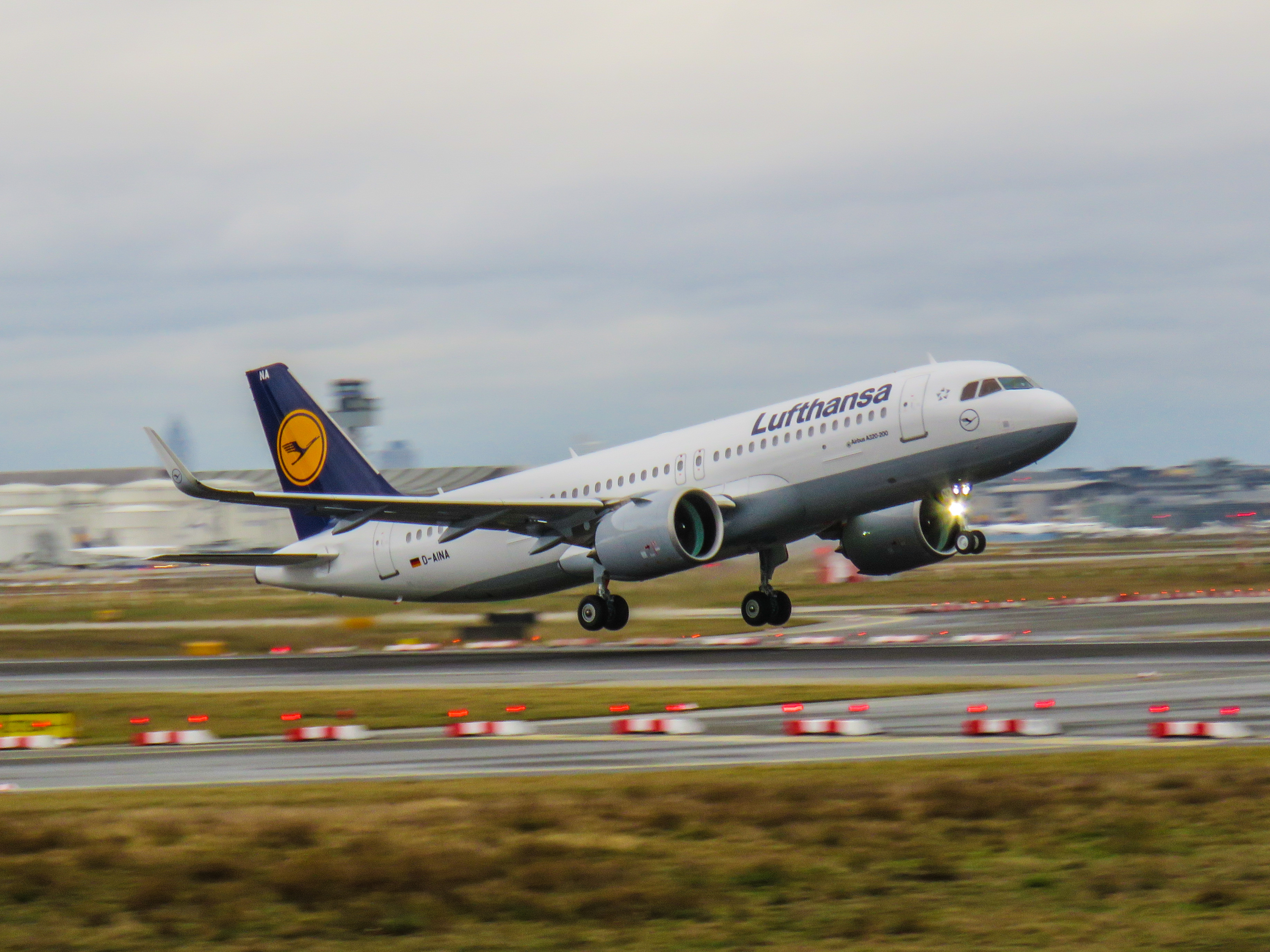
یک فروند ای۳۲۰نئو متعلق به لوفت‌هانزا در حال بلندشدن از فرودگاه بین‌المللی فرانکفورت. لوفت‌هانزا مشتری آغازین این هواپیما بوده‌است.

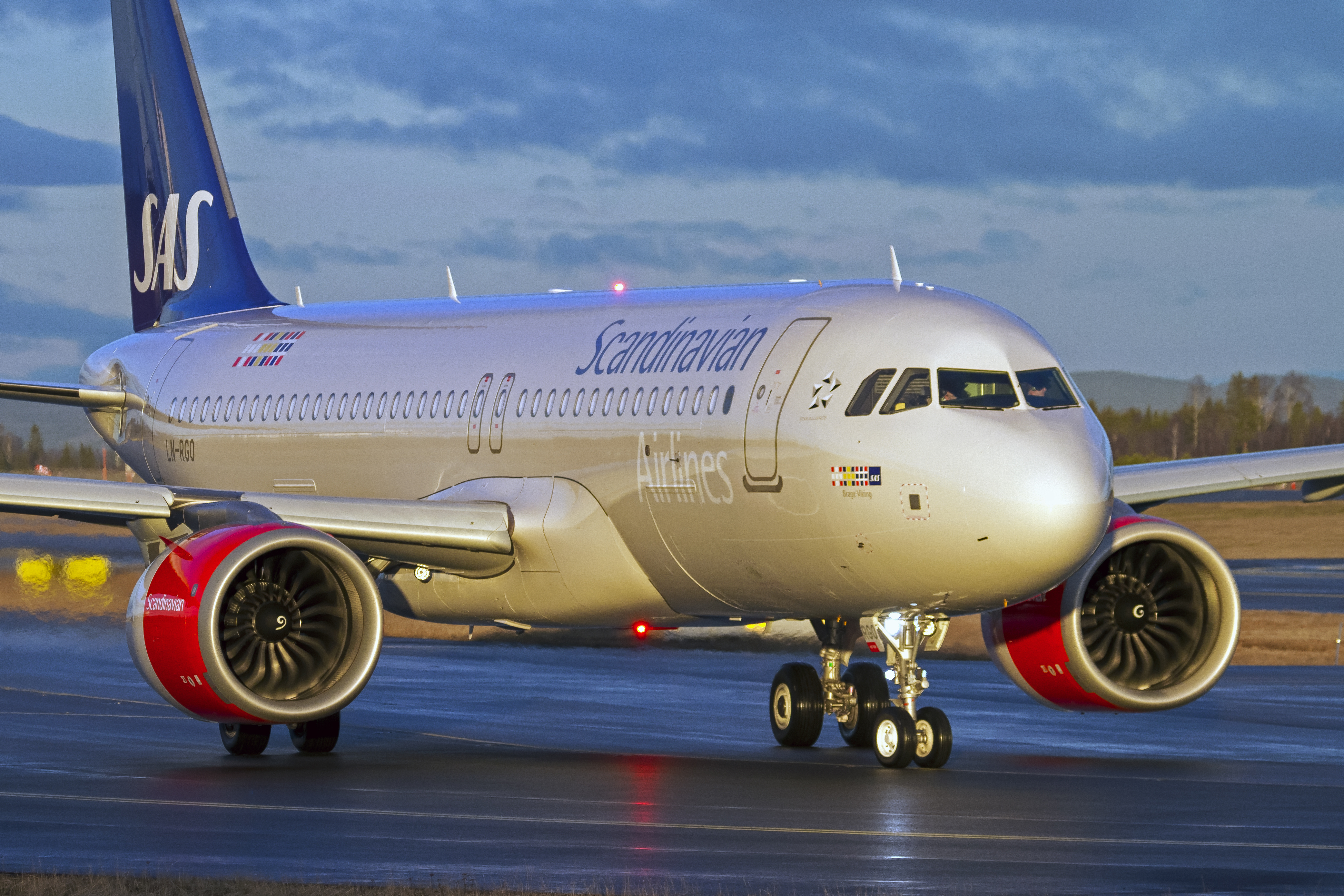
یک فروند ای۳۲۰نئو متعلق به هواپیمایی اسکاندیناوی در فرودگاه نانستد نروژ.

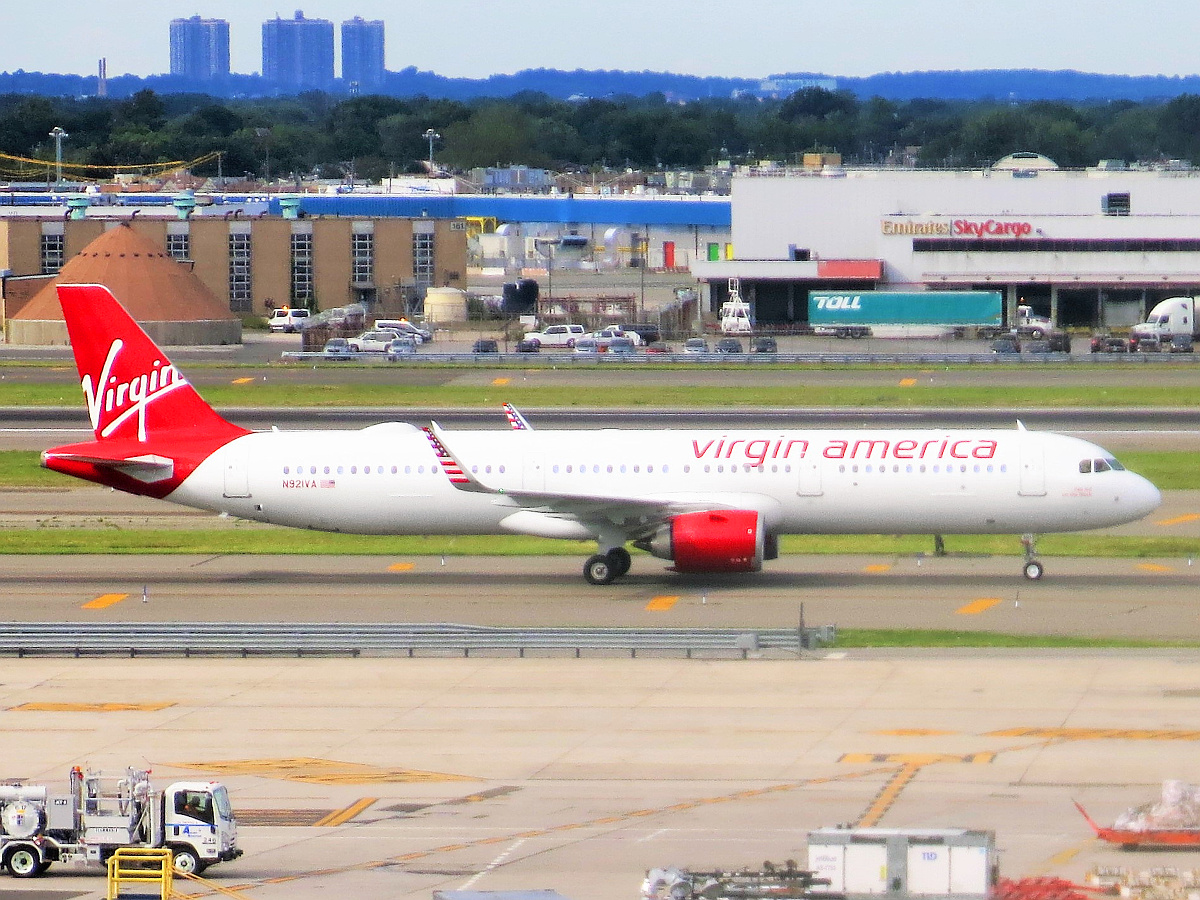
یک فروند ای۳۲۱نئو متعلق به ایرلاین ویرجین آمریکا در حال خزش در فرودگاه بین‌المللی جان اف کندی در نیویورک. این خط هوایی مشتری آغازین ای۳۲۱نئو بوده‌است.

| نام خط هوایی          | کشور                | تعداد در خدمت | تعداد در خدمت | مجموع     |
| نام خط هوایی          | کشور                | ای ۳۲۰نئو     | ای ۳۲۱ نئو    | مجموع     |
| --------------------- | ------------------- | ------------- | ------------- | --------- |
| ایر آستانا            | قزاقستان            | ۱             | ۱             | ۲         |
| ایر چاینا             | چین                 | ۲             | -             | ۲         |
| ایر ایندیا            | هند                 | ۱۴            | -             | ۱۴        |
| ایر آسیا              | مالزی               | ۱۶            | -             | ۱۶        |
| آلاسکا ایرلاینز       | ایالات متحده آمریکا | -             | ۴             | ۴         |
| آل نیپون ایرویز       | ژاپن                | ۳             | ۲             | ۵         |
| آویانکا               | کلمبیا              | ۲             | ۲             | ۴         |
| آوینکا برزیل          | برزیل               | ۸             | -             | ۸         |
| آزور ایرلاین          | پرتغال              | -             | ۱             | ۱         |
| آزول برزیلین ایرلاینز | برزیل               | ۱۲            | -             | ۱۲        |
| هوائیمایی جنوبی چین   | چین                 | ۷             | -             | ۷         |
| چاینا وست ایرلاین     | چین                 | ۱             | -             | ۱         |
| سیتی لینک             | اندونزی             | ۵             | -             | ۵         |
| ایزی جت               | انگلستان            | ۴             | -             | ۴         |
| فرانتی‌ار ایرلاینز     | ایالات متحده آمریکا | ۱۷            | -             | ۱۷        |
| گو ایر                | هند                 | ۱۳            | -             | ۱۳        |
| هاوایی ایرلاین        | ایالات متحده آمریکا | ۲             | -             | ۲         |
| هنگ کنگ اکسپرس        | هنگ کنگ             | ۵             | -             | ۵         |
| ایندی‌گو               | هند                 | ۳۲            | -             | ۳۲        |
| لاتام                 | برزیل               | ۲             | -             | ۲         |
| لوفت‌هانزا             | آلمان               | ۱۰            | -             | ۱۰        |
| نوو ایر               | سوئد                | -             | ۲             | ۲         |
| پگاسوس                | ترکیه               | ۱۵            | -             | ۱۵        |
| ایر سیبری             | روسیه               | ۴             | -             | ۴         |
| اسکاندیناوی ایرلاین   | چند ملیتی           | ۱۶            | -             | ۱۶        |
| سیچوان ایرلاینز       | چین                 | ۵             | -             | ۵         |
| اسپریت ایر            | ایالات متحده آمریکا | ۵             | -             | ۵         |
| سریلانکان ایرلاین     | سری‌لانکا            | ۲             | ۳             | ۵         |
| ایر آسیا تایلند       | تایلند              | ۷             | -             | ۷         |
| تیانجین ایرلاینز      | چین                 | ۵             | -             | ۵         |
| ویت جت                | ویتنام              | -             | ۱             | ۱         |
| ویستارا               | هند                 | ۴             | -             | ۴         |
| ویوا آئروباس          | مکزیک               | ۲             | -             | ۲         |
| ولاریس                | مکزیک               | ۶             | ۱             | ۷         |
| واو ایر               | ایسلند              | ۱             | ۱             | ۲         |
| جمع کل                |                     | ۲۲۸ فروند     | ۱۸ فروند      | ۲۴۶ فروند |

## مشخصات
| نوع                       | ای۳۱۹نئو                                              | ای۳۲۰نئو                                              | ای۳۲۱نئو                                              |
| ------------------------- | ----------------------------------------------------- | ----------------------------------------------------- | ----------------------------------------------------- |
| تعداد خلبان               | دو نفر                                                | دو نفر                                                | دو نفر                                                |
| تعداد صندلی در دو کلاس    | ۱۴۰                                                   | ۱۶۵                                                   | ۲۰۶                                                   |
| تعداد صندلی در یک کلاس    | ۱۶۰                                                   | ۱۹۵                                                   | ۲۴۰                                                   |
| پهنای صندلی               | ۴۶ سانتی‌متر                                           | ۴۶ سانتی‌متر                                           | ۴۶ سانتی‌متر                                           |
| ظرفیت بار                 | ۲۷ مترمکعب                                            | ۳۷ مترمکعب                                            | ۵۱ مترمکعب                                            |
| طول                       | ۳۳٫۸۴ متر                                             | ۳۷٫۵۷ متر                                             | ۴۴٫۵۱ متر                                             |
| فاصله دو سر بال           | ۳۵٫۸۰ متر                                             | ۳۵٫۸۰ متر                                             | ۳۵٫۸۰ متر                                             |
| ارتفاع                    | ۱۱٫۷۶ متر                                             | ۱۱٫۷۶ متر                                             | ۱۱٫۷۶ متر                                             |
| پهنای کابین               | ۳٫۷ متر                                               | ۳٫۷ متر                                               | ۳٫۷ متر                                               |
| حداکثر وزن برخاست         | ۷۵٫۵ تن                                               | ۷۹ تن                                                 | ۹۷ تن                                                 |
| حداکثر وزن فرود           | ۶۳٫۹ تن                                               | ۶۷٫۴ تن                                               | ۷۹٫۲ تن                                               |
| حداکثر وزن بدون سوخت      | ۶۰٫۳ تن                                               | ۶۴٫۳ تن                                               | ۷۵٫۶ تن                                               |
| وزن خالی                  | ۵۰٫۸ تن                                               | ۵۰٫۸ تن                                               | ۵۰٫۸ تن                                               |
| ظرفیت سوخت                | ۲۶٫۷۳۰ لیتر                                           | ۲۶٫۷۳۰ لیتر                                           | ۳۲٫۹۴۰ لیتر                                           |
| موتورها                   | سی اف ام اینترنشنال لیپ و پرت اند ویتنی پی دبلیو ۱۰۰۰ | سی اف ام اینترنشنال لیپ و پرت اند ویتنی پی دبلیو ۱۰۰۰ | سی اف ام اینترنشنال لیپ و پرت اند ویتنی پی دبلیو ۱۰۰۰ |
| قطر پروانه موتور          | پی دبلیو ۱۰۰۰: ۲۰۶ سانتی‌متر، لیپ ۱ ای: ۱۹۸ سانتی‌متر   | پی دبلیو ۱۰۰۰: ۲۰۶ سانتی‌متر، لیپ ۱ ای: ۱۹۸ سانتی‌متر   | پی دبلیو ۱۰۰۰: ۲۰۶ سانتی‌متر، لیپ ۱ ای: ۱۹۸ سانتی‌متر   |
| نیرو                      | ۱۰۶٫۸–۱۰۷٫۸ کیلونیوتون                                | ۱۲۰٫۴–۱۲۰٫۶ کیلونیوتن                                 | ۱۴۳٫۱–۱۴۷٫۳ کیلونیوتن                                 |
| حداکثر سرعت               | ۰٫۸۲ ماخ (۸۷۶ کیلومتر بر ساعت، ۴۷۳ نات)               | ۰٫۸۲ ماخ (۸۷۶ کیلومتر بر ساعت، ۴۷۳ نات)               | ۰٫۸۲ ماخ (۸۷۶ کیلومتر بر ساعت، ۴۷۳ نات)               |
| سرعت کروز                 | ۰٫۷۸ ماخ ۸۳۳ کیلومتر بر ساعت                          | ۰٫۷۸ ماخ ۸۳۳ کیلومتر بر ساعت                          | ۰٫۷۸ ماخ ۸۳۳ کیلومتر بر ساعت                          |
| ارتفاع پروازی             | ۳۹۰۰۰ پا (۱۲۰۰۰ متر)                                  | ۳۹۰۰۰ پا (۱۲۰۰۰ متر)                                  | ۳۹۰۰۰ پا (۱۲۰۰۰ متر)                                  |
| برد                       | ۳٫۷۵۰ کیلومتر                                         | ۳٫۵۰۰ کیلومتر                                         | ۳٫۵۰۰ کیلومتر ال آر: ۷٫۴۰۰ کیلومتر                    |
| طول باند لازم برای تیک آف | ۱۹۸۸ متر (۶۵۲۲ پا)                                    | ۱۹۸۸ متر (۶۵۲۲ پا)                                    | ۱۹۸۸ متر (۶۵۲۲ پا)                                    |
| گواهینامه نوع ایکائو      | A19N                                                  | A20N                                                  | A21N                                                  |

## مدل هواپیما بر اساس نوع موتور
| مدل اختصاصی هواپیما | مدل موتور     | تاریخ کسب گواهینامه | قدرت در تیک آف | حداکثر نیروی تولیدی متوالی |
| ------------------- | ------------- | ------------------- | -------------- | -------------------------- |
| A320-271N           | PW1127G-JM    | ۲۴ نوامبر ۲۰۱۵      | (۲۷۰۷۵ lb)     | (۲۶۳۴۵ lb)                 |
| A320-251N           | CFM LEAP-1A26 | ۳۱ مه ۲۰۱۶          | (۲۷۱۲۰ lb)     | (۲۶۶۸۰ lb)                 |
| A321-271N           | PW1133G-JM    | ۱۵ دسامبر ۲۰۱۶      | (۳۳۱۱۰ lb)     | (۳۲۷۸۰ lb)                 |
| A321-251N           | CFM LEAP-1A32 | ۱ مارس ۲۰۱۷         | (۳۲۱۶۰ lb)     | (۳۱۶۹۰ lb)                 |
| A321-253N           | CFM LEAP-1A33 | ۳ مارس ۲۰۱۷         | (۳۲۱۶۰ lb)     | (۳۱۶۹۰ lb)                 |